# Landkreis Dillingen an der Donau

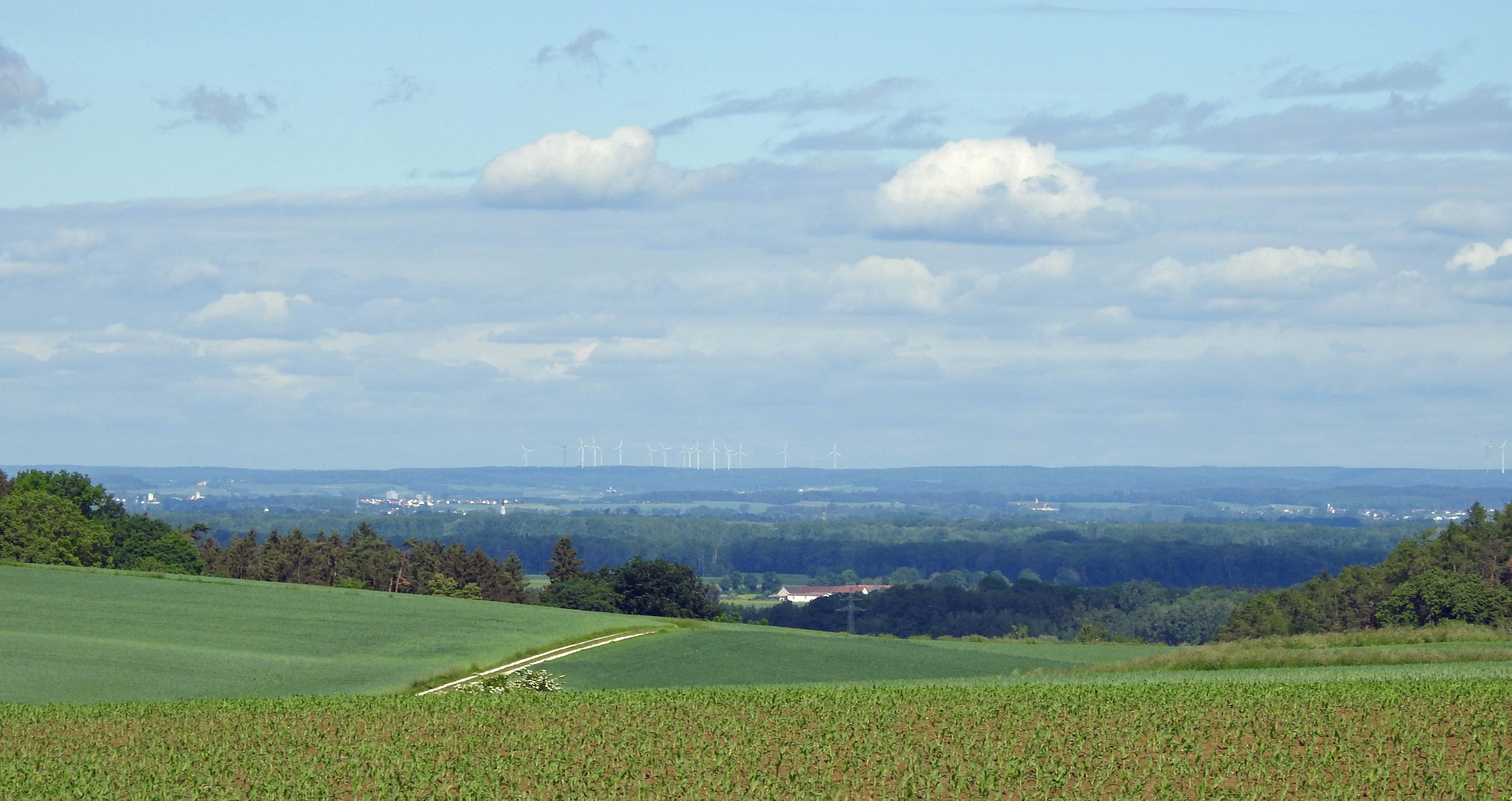
Blick von Süden über das Donauried zur Ostalb

Der Landkreis Dillingen an der Donau, amtlich Landkreis Dillingen a.d.Donau, ist ein Landkreis im Norden des bayerischen Regierungsbezirks Schwaben.

## Geographie

### Lage

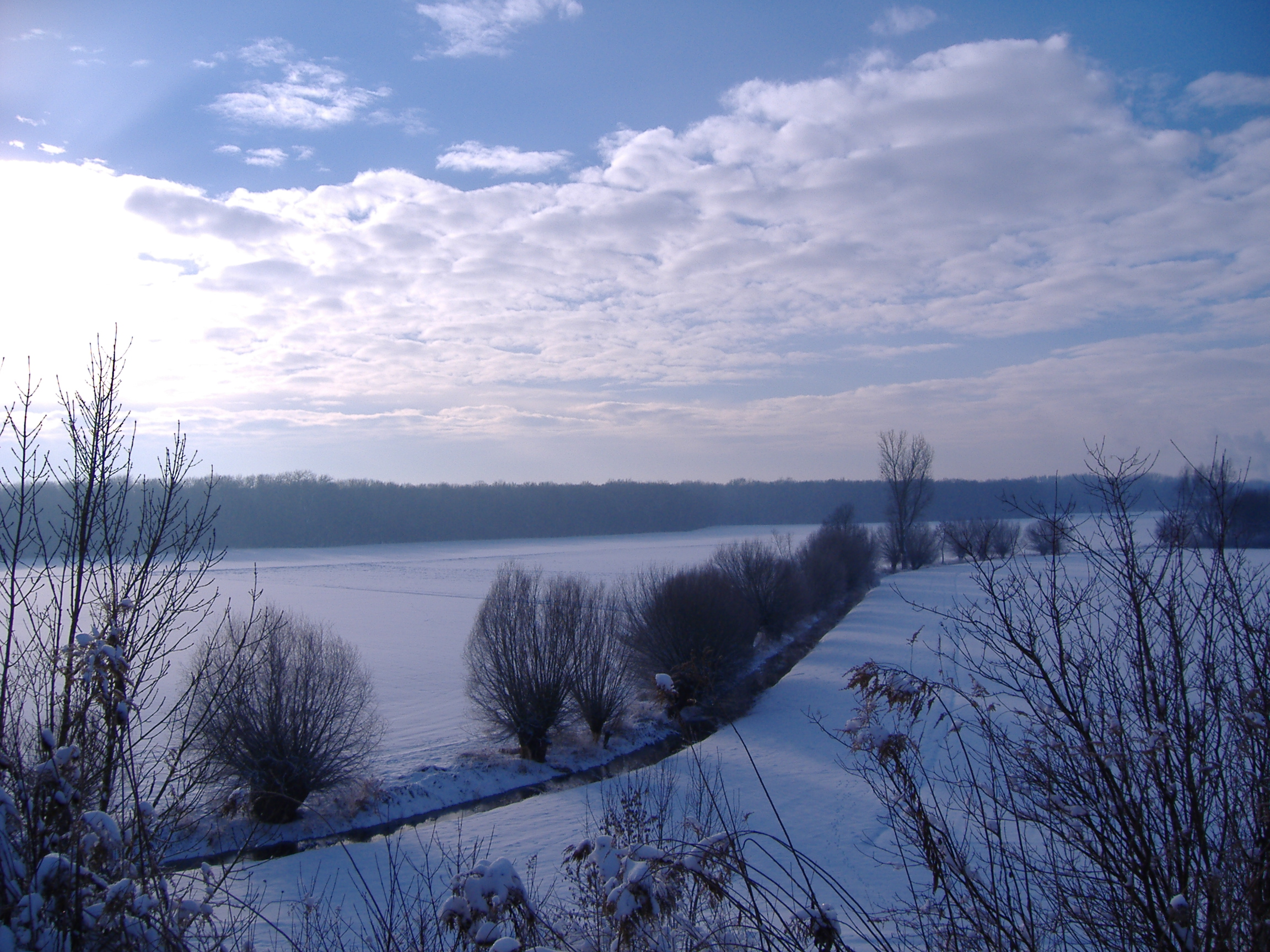
Winterliches Donauried

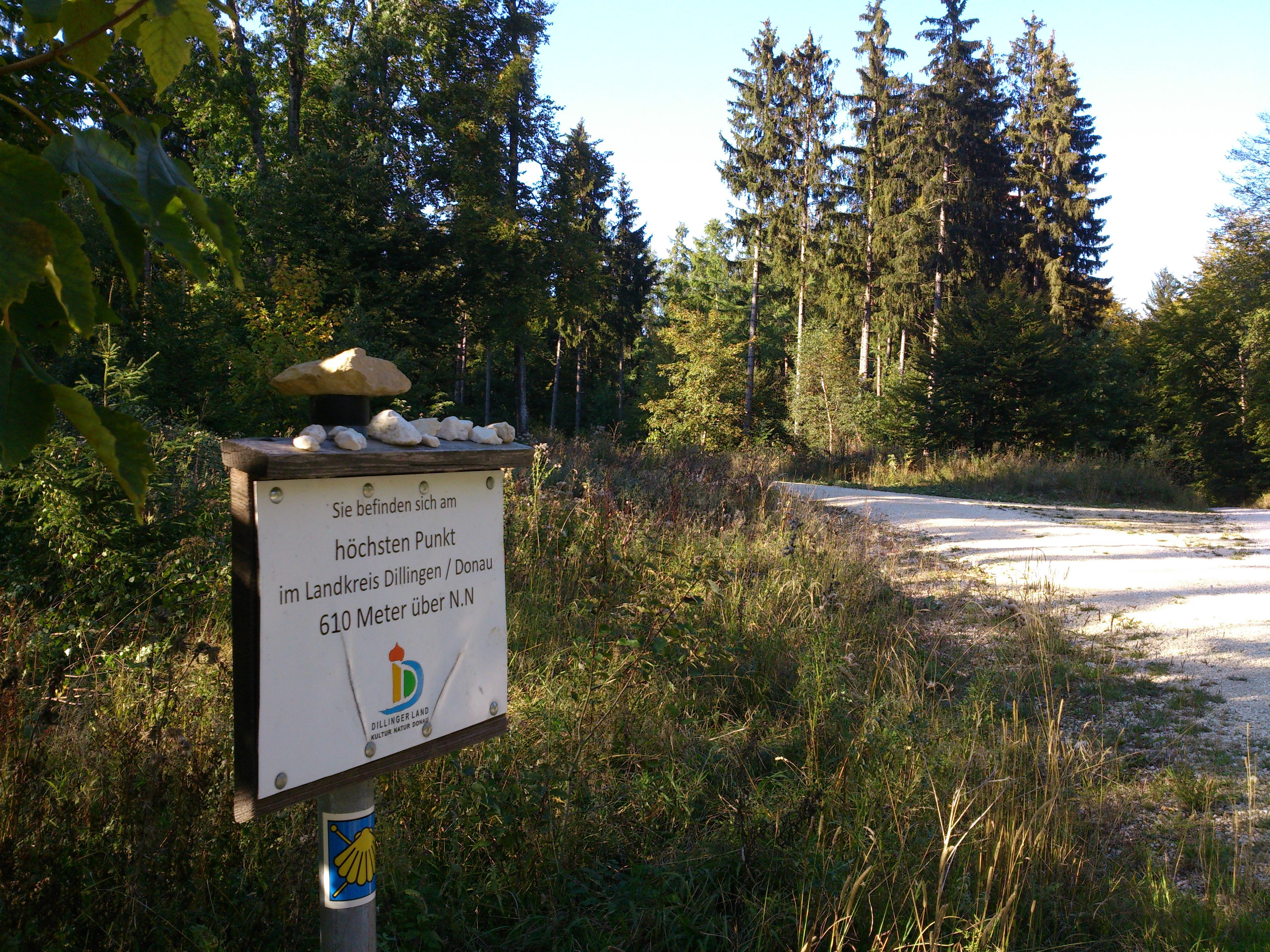
Höchster Punkt des Landkreises im Zöschinger Forst

Das Kreisgebiet wird geprägt durch die Donau, die es von Südwesten nach Nordosten auf einer Länge von 27 km durchfließt. Der Fluss schuf eine heute unter Naturschutz stehende Auenlandschaft mit Wäldern. Der Mensch schuf zahlreiche Baggerseen. Südlich des Flusses breitet sich das Donauried aus, das bis zur Flussbegradigung im 19. Jahrhundert oftmals überflutet war. Heute wird es als Wiesen- und Weideland genutzt, an dessen Rändern sich ein fruchtbares Ackerland ausbreitet. Weiter südlich schließt sich das Hügelland des Zusamtales an, das zum Naturpark Augsburg-Westliche Wälder gehört. Die Zusam ist ein kleiner rechter Nebenfluss der Donau, der südlich von Donauwörth mündet.
Am linken Ufer der Donau hat das nördliche Kreisgebiet Dillingen noch Anteil an den Ausläufern der Schwäbischen Alb und dessen Vorland.
Das Kreisgebiet erstreckt sich über eine Höhenlage von 403 m ü. NHN im Donauried bei Schwenningen bis 610 m ü. NHN im Zöschinger Forst.

### Nachbarkreise
Der Landkreis grenzt im Uhrzeigersinn im Norden beginnend an die Landkreise Donau-Ries, Augsburg und Günzburg (alle in Bayern) sowie an den Landkreis Heidenheim (in Baden-Württemberg).

## Geschichte

### Bis 1800
Aus Wittislingen kommend, ließen sich die späteren Grafen von Dillingen im 10. Jahrhundert im Donautal nieder, wobei deren Burg zum Zentrum der heutigen Kreisstadt Dillingen an der Donau wurde.
Das Herzogtum Bayern erhielt die Grafschaft Dillingen nach dem Aussterben der Grafen von Dillingen. 1268 erwarb das Herzogtum durch das konradinische Erbe auch die Städte Gundelfingen an der Donau, Lauingen und Höchstädt an der Donau.
Aus diesen beiden Erwerbungen setzte sich das Landvogtamt und spätere Landgericht Höchstädt zusammen. Dies kann auch als Keimzelle des heutigen Landkreises Dillingen an der Donau aufgefasst werden.
Die Stadt Dillingen an der Donau selbst war 1258 als Schenkung an das Hochstift gefallen und wurde durch die Bischöfe von Augsburg spätestens ab dem 15. Jahrhundert zur Residenzstadt. Seit 1505 war der bayerische Teil des heutigen Landkreises Teil des Fürstentums Pfalz-Neuburg („Junge Pfalz“), dabei galt Lauingen als dessen zweite Residenz. Wertingen gelangte 1700 an das Kurfürstentum Bayern, das schließlich 1768 in Wertingen ein Landgericht errichtete.
Die Region der beiden Altlandkreise Wertingen und Dillingen an der Donau, die sich aus größeren und vielen kleineren geistlichen und weltlichen Gebieten zusammensetzten, wurde zu Beginn des 19. Jahrhunderts neu geordnet. Dabei wurden die einzelnen Herrschaften aufgehoben und dem Königreich Bayern zugeschlagen.

### Landgerichte
Das Landgericht Dillingen wurde 1804 eingerichtet. Zusammen mit dem 1803 errichteten Landgericht Höchstädt an der Donau kam es 1808 zum Oberdonaukreis. 1809 entstand das Landgericht Lauingen. Diese drei Landgerichte wurden 1838 dem neu gebildeten Regierungsbezirk Schwaben zugeteilt.

### Bezirksämter
Im Jahr 1862 wurden in Bayern Justiz und Verwaltung getrennt. Das neu geschaffene Bezirksamt Dillingen war für die Verwaltung sämtlicher Gemeinden der drei Landgerichte zuständig. Hinzu kamen die meisten Gemeinden des 1862 aufgelösten Landgerichtes Bissingen.
Am 1. Oktober 1865 wechselten die Gemeinden Baiershofen und Hennhofen aus dem Bezirksamt Dillingen in das Bezirksamt Zusmarshausen.
Am 1. Januar 1878 schied die Stadt Dillingen aus dem Bezirksamt Dillingen aus und wurde eine kreisunmittelbare Stadt.
Anlässlich der Reform des Zuschnitts der bayerischen Bezirksämter trat das Bezirksamt Dillingen am 1. Januar 1880 die Gemeinden Brachstadt und Oppertshofen an das Bezirksamt Donauwörth, die Gemeinden Rechbergreuthen und Winterbach an das Bezirksamt Günzburg sowie die Gemeinde Riedsend an das Bezirksamt Wertingen ab.
Das Bezirksamt Dillingen trat am 1. Juni 1927 die Gemeinde Gundremmingen an das Bezirksamt Günzburg ab.
1929 wurde das Bezirksamt Wertingen um einige Gemeinden des aufgelösten Bezirksamtes Zusmarshausen vergrößert.

### Landkreise
Am 1. Januar 1939 wurde im Deutschen Reich die Bezeichnung Landkreis eingeführt. So wurden aus den Bezirksämtern die Landkreise Dillingen an der Donau und Wertingen.
Die Stadt Dillingen an der Donau musste am 1. April 1940 ihre Kreisfreiheit aufgeben und wurde in den Landkreis Dillingen an der Donau eingegliedert, doch wurde dies zum 1. April 1949 wieder rückgängig gemacht.

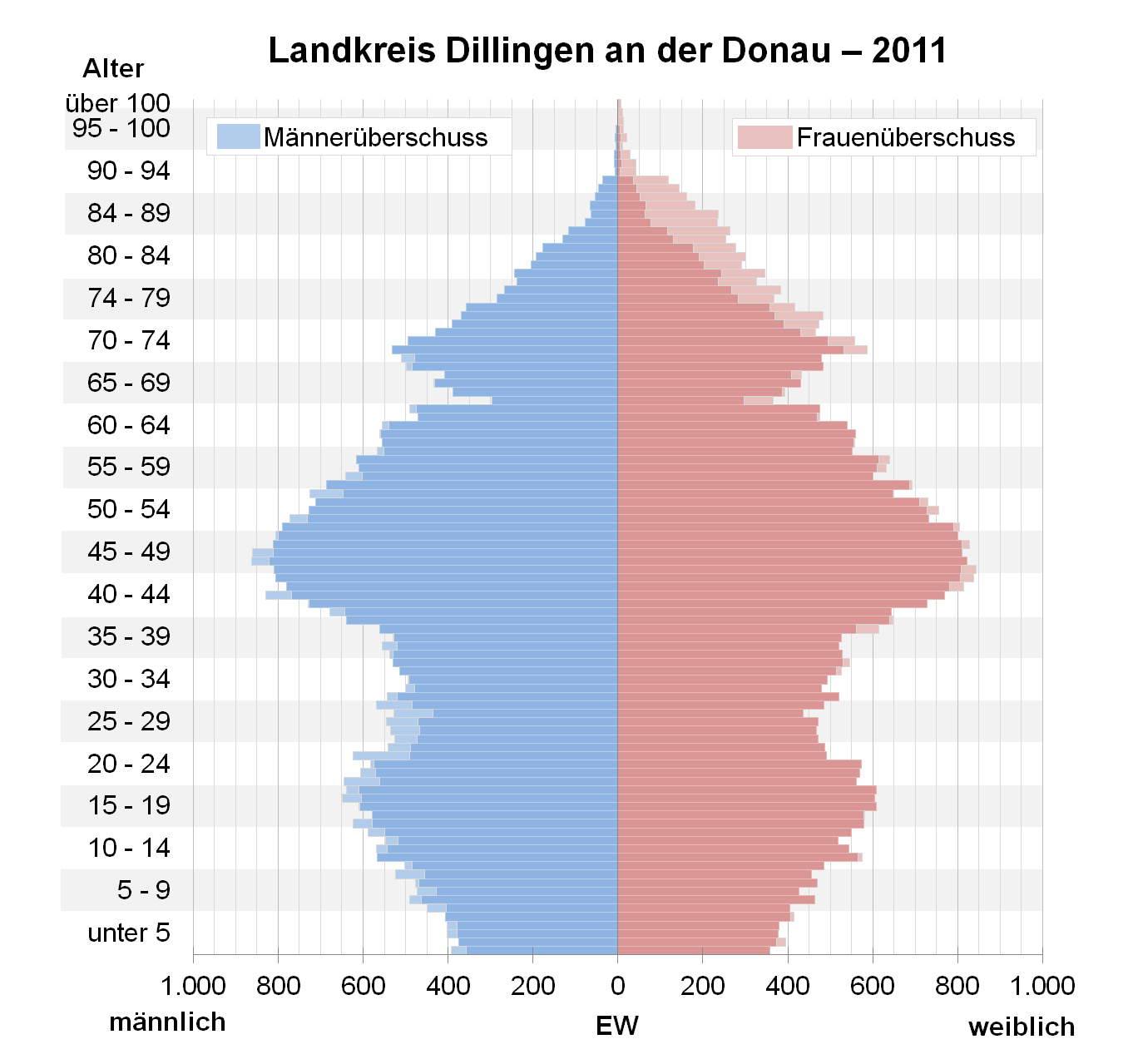
Bevölkerungspyramide für den Kreis Dillingen an der Donau (Datenquelle: Zensus 2011)

### Landkreis Dillingen an der Donau
Im Rahmen der Gebietsreform in Bayern wurde am 1. Juli 1972 der Landkreis Dillingen an der Donau in seiner heutigen Form gebildet. Damals wurde aus dem bisherigen Landkreis Dillingen an der Donau, der kreisfreien Stadt Dillingen an der Donau und der westlichen Hälfte des Landkreises Wertingen der neue Landkreis Dillingen an der Donau gebildet (der östliche Teil des Landkreises Wertingen kam damals zum Landkreis Augsburg). Die Gemeinde Tapfheim wurde an den Landkreis Donau-Ries abgegeben. Die Stadt Dillingen an der Donau erhielt aufgrund des Verlustes der Kreisfreiheit den Status einer Großen Kreisstadt. Seit der Gemeindegebietsreform von 1978 besteht der Landkreis Dillingen an der Donau aus 27 Städten, Märkten und Gemeinden (vorher 78). Davon sind vier Einheitsgemeinden, die übrigen sind Mitgliedsgemeinden von sechs Verwaltungsgemeinschaften.
Am 19. Oktober 1973 wurden dem neuen Landkreis Dillingen an der Donau ein neues Wappen verliehen.

### Einwohnerentwicklung
Der Landkreis Dillingen an der Donau gewann von 1988 bis 2008 knapp 14.000 Einwohner hinzu bzw. wuchs um 17 %. Ab 2005 war die Entwicklung vorübergehend rückläufig.
Zwischen 1988 und 2018 wuchs der Landkreis von 80.621 auf 96.021 um 15.400 Einwohner bzw. um 19,1 %. Quelle: BayLfStat
Die nachfolgenden Zahlen beziehen sich auf den Gebietsstand vom 25. Mai 1987:
| Bevölkerungsentwicklung | Bevölkerungsentwicklung | Bevölkerungsentwicklung | Bevölkerungsentwicklung | Bevölkerungsentwicklung | Bevölkerungsentwicklung | Bevölkerungsentwicklung | Bevölkerungsentwicklung | Bevölkerungsentwicklung | Bevölkerungsentwicklung | Bevölkerungsentwicklung | Bevölkerungsentwicklung | Bevölkerungsentwicklung | Bevölkerungsentwicklung | Bevölkerungsentwicklung |
| ----------------------- | ----------------------- | ----------------------- | ----------------------- | ----------------------- | ----------------------- | ----------------------- | ----------------------- | ----------------------- | ----------------------- | ----------------------- | ----------------------- | ----------------------- | ----------------------- | ----------------------- |
| Jahr                    | 1840                    | 1900                    | 1939                    | 1950                    | 1961                    | 1970                    | 1987                    | 1991                    | 1995                    | 2000                    | 2005                    | 2010                    | 2015                    | 2020                    |
| Einwohner               | 51.275                  | 53.042                  | 56.289                  | 82.047                  | 76.180                  | 78.787                  | 80.209                  | 84.888                  | 90.821                  | 93.773                  | 95.512                  | 93.539                  | 94.575                  | 97.172                  |

Bevölkerungspyramide Kreis Dillingen an der Donau 2011.pngAusländeranteil: 8,0 % (Stichtag 31. Dezember 2015).
Zur ausländischen Bevölkerung zählen alle Personen, die nicht die deutsche Staatsangehörigkeit besitzen (z. B. Staatenlose, Personen mit ungeklärter Staatsangehörigkeit). Deutsche mit einer weiteren Staatsangehörigkeit gehören nicht dazu.

## Politik

### Kreistag
Die Kreistagswahl am 15. März 2020 führte zu folgender Sitzverteilung (gesamt 60 Sitze):
| Kreistagswahl 2020Wahlbeteiligung: 58,5 % (+1,0 %) %403020100 32,017,911,09,87,45,55,04,53,72,21,0 CSUFWGrüneSPDZukunftAfDJUBLhFDPREPLinkeGewinne und Verlusteim Vergleich zu 2014 %p 6 4 2 0 −2 −4 −6 −8−4,4−1,4+3,8−6,1−0,5+5,5+5,0+0,1−1,8−1,2+1,0CSUFWGrüneSPDZukunftAfDJUBLFDPREPLinkeAnmerkungen:h Bürgerliste | Sitzverteilung im Kreistag Dillingen an der Donau seit 2020Insgesamt 60 Sitze - Linke: 1 - SPD: 6 - Grüne: 7 - ZUKUNFT: 4 - BL: 3 - FW: 11 - FDP: 2 - CSU: 19 - JU: 3 - AfD: 3 - REP: 1 |

| Parteien und Wählergemeinschaften | Parteien und Wählergemeinschaften                   | 2020   | 2020   | 2014   | 2014   | 2008   | 2008   | 2002   | 2002   | 1996   | 1996   |
| Parteien und Wählergemeinschaften | Parteien und Wählergemeinschaften                   | %      | Sitze  | %      | Sitze  | %      | Sitze  | %      | Sitze  | %      | Sitze  |
| CSU                               | Christlich-Soziale Union in Bayern                  | 32,0   | 19     | 36,4   | 21     | 37,3   | 24     | –      | –      | –      | –      |
| FW                                | Freie Wähler Bayern                                 | 17,9   | 11     | 19,3   | 12     | 20,4   | 12     | –      | –      | –      | –      |
| Grüne                             | Grüne Bayern                                        | 11,0   | 7      | 7,2    | 4      | 5,9    | 3      | 3,5    | 2      | 4,3    | 2      |
| SPD                               | SPD Bayern                                          | 9,8    | 6      | 15,9   | 10     | 17,1   | 10     | 21,1   | 13     | 21,3   | 13     |
| Zukunft                           | Zukunft                                             | 7,4    | 4      | 7,9    | 5      | 6,9    | 4      | 5,7    | 3      | 6,3    | 4      |
| AfD                               | AfD Bayern                                          | 5,5    | 3      | –      | –      | –      | –      | –      | –      | –      | –      |
| JU                                | Junge Union                                         | 5,0    | 3      | –      | –      | –      | –      | –      | –      | –      | –      |
| BL                                | Bürgerliste                                         | 4,5    | 3      | 4,4    | 3      | –      | –      | –      | –      | –      | –      |
| FDP                               | FDP Bayern                                          | 3,7    | 2      | 5,5    | 3      | 7,6    | 4      | 4,7    | 3      | 5,6    | 3      |
| REP                               | Die Republikaner                                    | 2,2    | 1      | 3,4    | 2      | 4,8    | 3      | 3,2    | 2      | 4,0    | 2      |
| Linke                             | Die Linke Bayern                                    | 1,0    | 1      | –      | –      | –      | –      | –      | –      | –      | –      |
| CSU/ZB                            | Christlich-Soziale Union in Bayern/Zusamtaler Block | –      | –      | –      | –      | –      | –      | 44,0   | 27     | 40,7   | 26     |
| FUW                               | Freie Unabhängige Wählervereinigung                 | –      | –      | –      | –      | –      | –      | 11,6   | 7      | 10,8   | 6      |
| HLU                               | Wähler für Heimat, Landwirtschaft und Umwelt        | –      | –      | –      | –      | –      | –      | 6,2    | 3      | 7,0    | 4      |
| gesamt                            | gesamt                                              | 100,0  | 60     | 99,9   | 60     | 100,0  | 60     | 100,0  | 60     | 100,0  | 60     |
| Wahlbeteiligung                   | Wahlbeteiligung                                     | 58,5 % | 58,5 % | 57,5 % | 57,5 % | 62,8 % | 62,8 % | 66,3 % | 66,3 % | 68,3 % | 68,3 % |

### Landrat

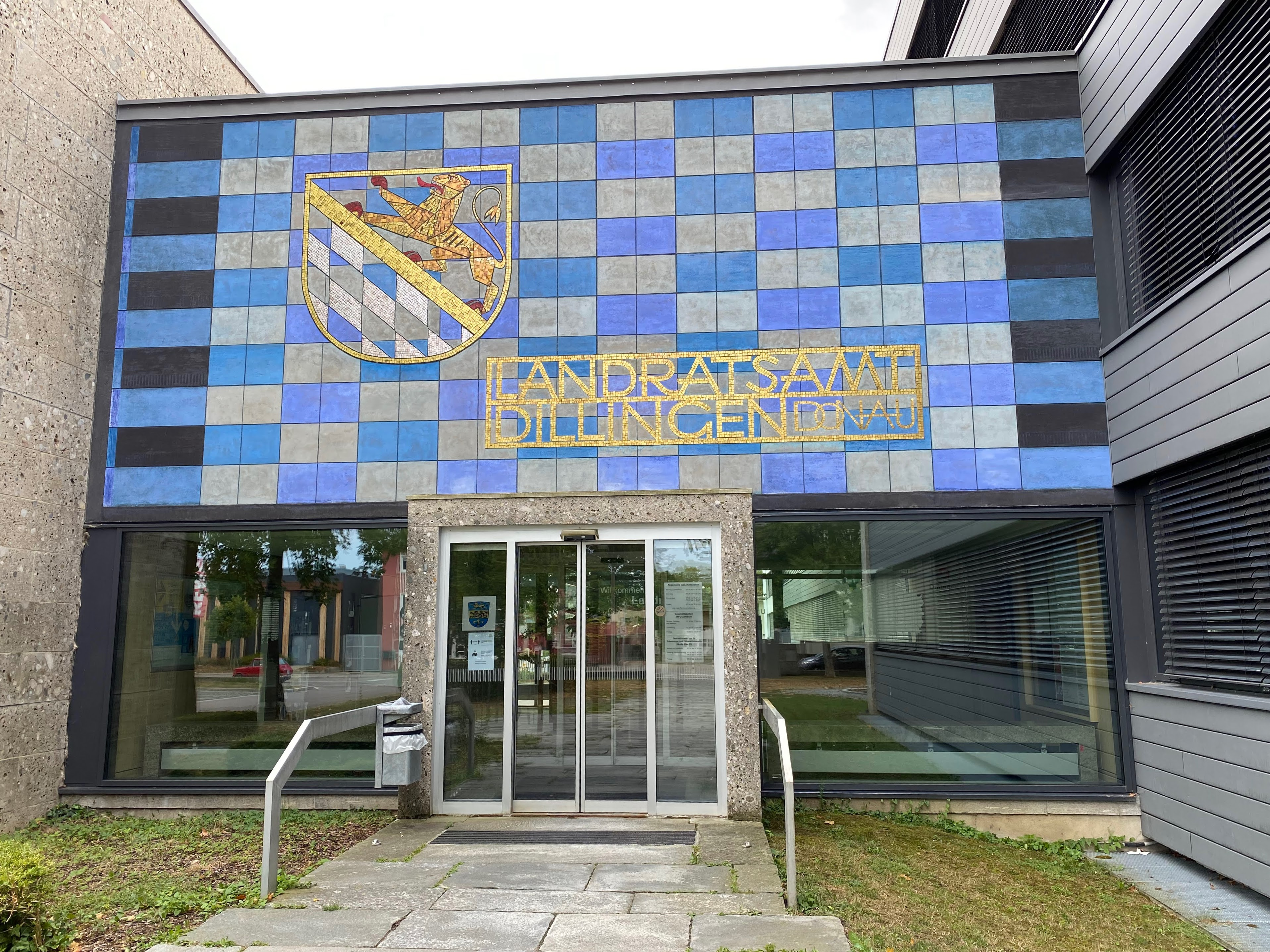
Das Landratsamt in Dillingen

Der langjährige Landrat Dr. Anton Dietrich verstarb überraschend während seiner fünften Amtsperiode im Frühjahr 2004. Bei den Neuwahlen setzte sich der Bürgermeister von Buttenwiesen, Leo Schrell von den Freien Wählern im ersten Wahlgang gegen den Landtagsabgeordneten Georg Winter von der CSU und Bernd Steiner von der SPD durch.
Leo Schrell trat nach drei Amtszeiten nicht mehr an. Bei der Landratswahl Ende Mai 2022 gewann Markus Müller von den Freien Wählern bei einer Stichwahl gegen Christoph Mettel von der CSU mit 55,9 % der Stimmen.

Liste der Bezirksamtmänner (bis 1939) bzw. Landräte
| Name                   | Amtszeit  |
| ---------------------- | --------- |
| Georg Girisch          | 1862–1883 |
| Philipp Eschenbach     | 1883–1896 |
| Friedrich von Pechmann | 1896–1906 |
| Hans Anselm            | 1906–1913 |
| Hermann Wegele         | 1913–1933 |
| Friedrich Spengler     | 1933–1938 |
| Georg Schmid           | 1938–1943 |
| Rudolf Bickel          | 1943–1945 |
| Karl Racke             | 1945–1948 |
| Kurt Rieth             | 1948–1952 |
| Martin Schweiger       | 1952–1978 |
| Anton Dietrich         | 1978–2004 |
| Leo Schrell            | 2004–2022 |
| Markus Müller          | seit 2022 |

### Wappen
| Wappen des Landkreises Dillingen an der Donau | Blasonierung: „Unter blauem Schildhaupt, darin ein schreitender goldener Löwe, geteilt von Gold und Blau; oben ein schreitender herschauender, rot bewehrter schwarzer Löwe, unten eine goldene Lilie.“ |
| Wappen des Landkreises Dillingen an der Donau | Wappenbegründung: Das am 19. Oktober 1973 verliehene Wappen des Landkreises Dillingen an der Donau lehnt sich an die Landkreisgeschichte an. Die ehemalige Grafschaft Dillingen, die Landvogtei Höchstädt und der frühere Landkreis Dillingen an der Donau werden durch das oberste Feld mit dem goldenen Löwen symbolisiert. Der schwarze Stauferlöwe im Mittelteil des Wappens deutet auf das hinzugekommene Gebiet des ehemaligen Landkreises Wertingen hin, während das untere blaue Feld die goldene Lilie aus dem Stadtwappen von Dillingen aufnimmt und darauf hinweist, dass die bisher kreisfreie Stadt eingegliedert wurde und dem heutigen Landkreis ihren Namen gegeben hat. |

## Wirtschaft und Infrastruktur

### Wirtschaft
Bedeutende im Landkreis ansässige Unternehmen sind unter anderem: BSH Hausgeräte (Geschirrspüler-Produktion), Creaton, Deutz-Fahr, Fahrzeugbau Demmler, Josef Gartner (Teil der Permasteelisa Group im Lixil-Konzern), Grünbeck Wasseraufbereitung, Molkerei Gropper, Surteco, Verlag und Druckerei G. J. Manz, Donau-Zeitung, Sparkasse Dillingen-Nördlingen und VR-Bank Donau-Mindel eG.
Im Zukunftsatlas 2016 belegte der Landkreis Dillingen an der Donau Platz 190 von 402 Landkreisen, Kommunalverbänden und kreisfreien Städten in Deutschland und zählt damit zu den Orten mit „ausgeglichenem Chancen-Risiko Mix“ für die Zukunft.
Im Oktober 2018 lag die Arbeitslosenquote im Landkreis bei 1,6 %.

### Verkehr

#### Straße
Die „Hauptverkehrsader“ des Landkreises Dillingen an der Donau ist die Bundesstraße 16, die den Landkreis von Südwest nach Nordost durchzieht und ihn an die Kreisstädte Günzburg und Donauwörth der beiden Nachbarlandkreise anschließt. Die B 16 verbindet die Städte Gundelfingen, Lauingen, Dillingen und Höchstädt. Durch den Landkreis Dillingen führt keine Autobahn, aber die A 8 und A 7 sind verkehrsgünstig gelegen.

#### Bahn
Den Kreis durchzieht in Ost-West-Richtung die Bahnstrecke Ingolstadt–Neuoffingen, die 1876/77 von den Bayerischen Staatseisenbahnen eröffnet worden ist und an der fast alle wichtigen Städte des Kreises im Donauried liegen. An den Bahnhöfen von Günzburg und Donauwörth (beide nicht im Landkreis Dillingen) besteht Anschluss zum Fernverkehr der Deutschen Bahn.
In Gundelfingen zweigte seit 1911 eine Querverbindung nach Sontheim zur württembergischen Brenzbahn Aalen–Ulm ab.
Die Stadt Wertingen wurde 1905 durch die Lokalbahn nach Mertingen Bahnhof mit der Hauptstrecke Donauwörth–Augsburg verbunden.
1906 erbaute die Badische Lokal-Eisenbahnen-Gesellschaft die schmalspurige Härtsfeldbahn von Aalen über Neresheim nach Dillingen.
Das stets kleine Eisenbahnnetz von 68 km Länge wurde 1956 bis 1981 halbiert, als folgende Linien ihren Betrieb einstellten:
- 1956: Gundelfingen – Bächingen – Sontheim-Brenz 7 km
- 1972: Neresheim – Reistingen – Dillingen 16 km
- 1981: Mertingen Bahnhof – Lauterbach – Wertingen 12 km

#### Öffentlicher Personennahverkehr
Die Regionalbus Augsburg GmbH unterhält ein Liniennetz im Landkreis Dillingen an der Donau. Der ehemalige Landkreis Wertingen ist auch an den Augsburger Verkehrsverbund angebunden.

## Gemeinden
(Einwohner am 31. Dezember 2024)

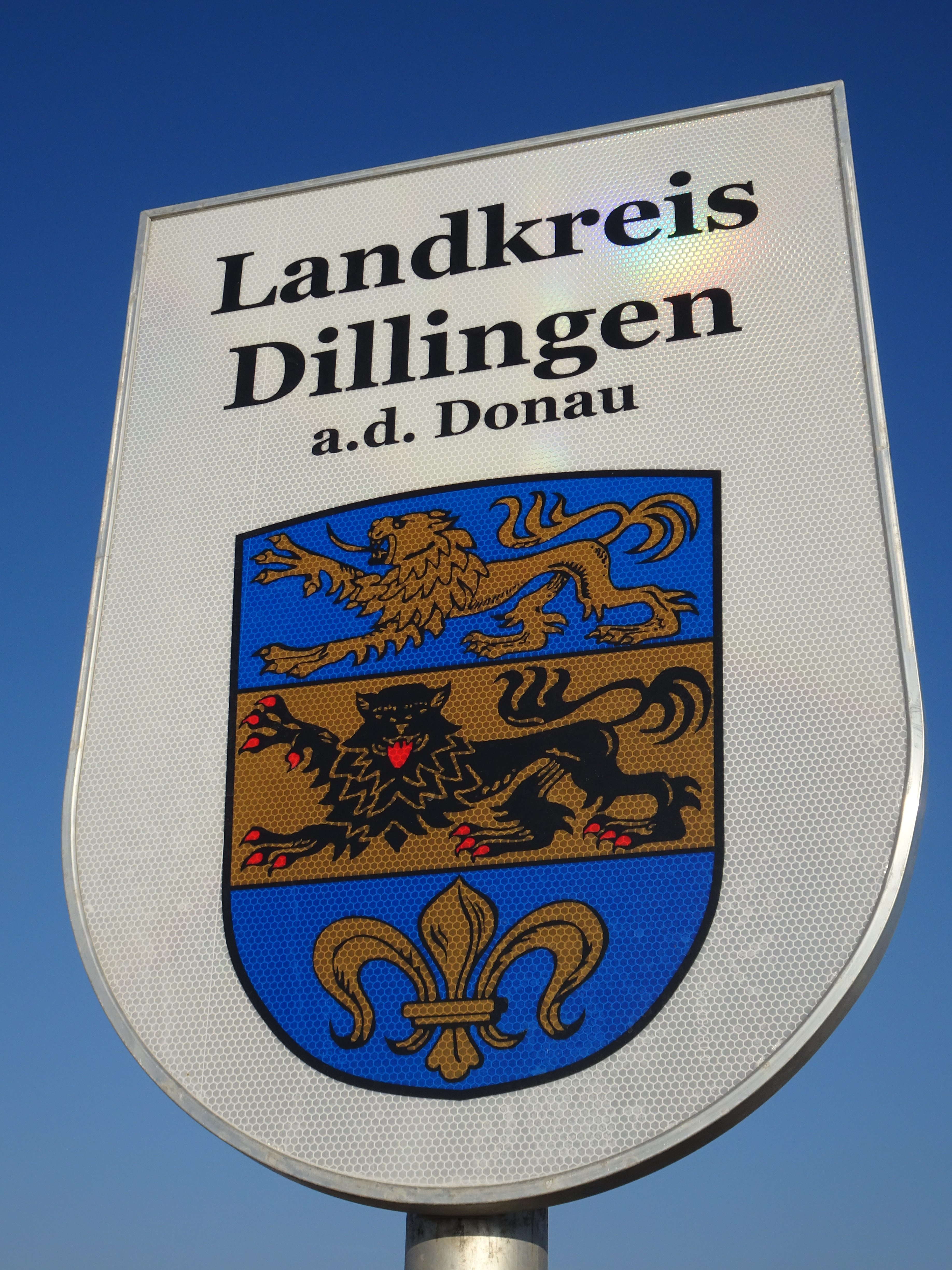
Landkreis Dillingen a. d. Donau

| Städte 1. Dillingen an der Donau, Große Kreisstadt (19.806) 2. Gundelfingen an der Donau (7783) 3. Höchstädt an der Donau (6902) 4. Lauingen (Donau) (11.510) 5. Wertingen (9486) Märkte 1. Aislingen (1329) 2. Bissingen (3682) 3. Wittislingen (2546) Weitere Gemeinden 1. Bachhagel (2289) 2. Bächingen an der Brenz (1335) 3. Binswangen (1368) 4. Blindheim (1792) 5. Buttenwiesen (6081) 6. Finningen (1878) 7. Glött (1103) 8. Haunsheim (1613) 9. Holzheim (3748) 10. Laugna (1549) 11. Lutzingen (961) 12. Medlingen (992) 13. Mödingen (1398) 14. Schwenningen (1399) 15. Syrgenstein (3882) 16. Villenbach (1295) 17. Ziertheim (1113) 18. Zöschingen (765) 19. Zusamaltheim (1294) | Verwaltungsgemeinschaften 1. Gundelfingen an der Donau (Stadt Gundelfingen an der Donau und Gemeinden Bächingen an der Brenz, Haunsheim und Medlingen) 2. Höchstädt an der Donau (Stadt Höchstädt an der Donau und Gemeinden Blindheim, Finningen, Lutzingen und Schwenningen) 3. Holzheim (Markt Aislingen und Gemeinden Glött und Holzheim) 4. Syrgenstein (Gemeinden Bachhagel, Syrgenstein und Zöschingen) 5. Wertingen (Stadt Wertingen und Gemeinden Binswangen, Laugna, Villenbach und Zusamaltheim) 6. Wittislingen (Markt Wittislingen und Gemeinden Mödingen und Ziertheim) |

## Gemeinden des Landkreises vor der Gebietsreform 1971/78

Wappen des Landkreises bis 1972

Bis zur Gebietsreform 1971/78 hatte der Landkreis Dillingen an der Donau 75 Gemeinden (siehe Liste unten). Bis zum Jahr 1927 hatte der damals noch Bezirksamt Dillingen genannte Landkreis noch eine Gemeinde mehr. In jenem Jahr wurde die Gemeinde Gundremmingen in das Bezirksamt Günzburg umgegliedert.
Im Westen und Nordwesten grenzte der Landkreis an den baden-württembergischen Landkreis Heidenheim, im Norden an den Landkreis Nördlingen, im Nordosten an den Landkreis Donauwörth, im Südosten an den Landkreis Wertingen und im Süden an den Landkreis Günzburg.
Die Gemeinden des Landkreises Dillingen an der Donau vor der Gemeindereform 1971/78. Die Gemeinden, die es heute noch gibt, sind fett geschrieben. Alle Gemeinden außer Tapfheim, das zum Landkreis Donau-Ries wechselte, gehören weiterhin zum Landkreis.

Landkreis Dillingen an der Donau, Gemeindegrenzenkarte von 1961

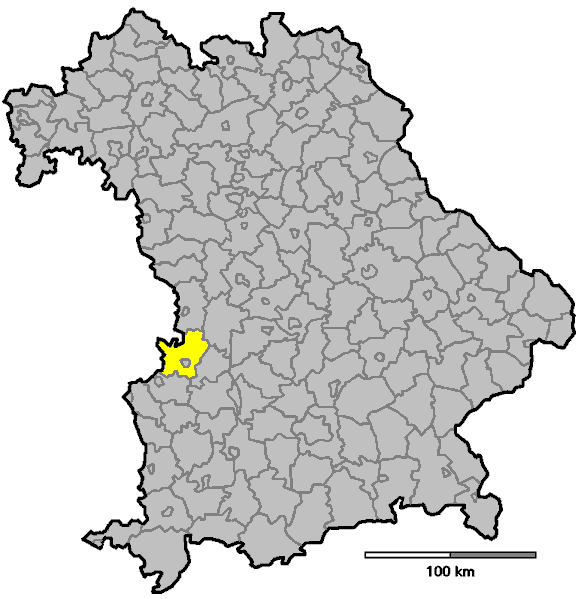
Lage in Bayern

| frühere Gemeinde                  | heutige Gemeinde                |
| --------------------------------- | ------------------------------- |
| Aislingen                         | Aislingen                       |
| Altenbaindt                       | Holzheim                        |
| Altenberg                         | Syrgenstein                     |
| Bachhagel                         | Bachhagel                       |
| Bächingen an der Brenz            | Bächingen an der Brenz          |
| Ballhausen                        | Syrgenstein                     |
| Baumgarten                        | Aislingen                       |
| Bergheim                          | Mödingen                        |
| Bissingen                         | Bissingen                       |
| Blindheim                         | Blindheim                       |
| Buggenhofen                       | Bissingen                       |
| Burghagel                         | Bachhagel                       |
| Burgmagerbein                     | Bissingen                       |
| Dattenhausen                      | Ziertheim                       |
| Deisenhofen                       | Höchstädt an der Donau          |
| Diemantstein                      | Bissingen                       |
| Donaualtheim                      | Dillingen an der Donau          |
| Echenbrunn                        | Gundelfingen an der Donau       |
| Ellerbach                         | Holzheim                        |
| Eppisburg                         | Holzheim                        |
| Faimingen                         | Lauingen (Donau)                |
| Frauenriedhausen                  | Lauingen (Donau)                |
| Fristingen                        | Dillingen an der Donau          |
| Fronhofen                         | Bissingen                       |
| Gaishardt                         | Bissingen                       |
| Glött                             | Glött                           |
| Göllingen                         | Bissingen                       |
| Gremheim                          | Schwenningen                    |
| Gundelfingen an der Donau (Stadt) | Gundelfingen an der Donau       |
| Haunsheim                         | Haunsheim                       |
| Hausen                            | Dillingen an der Donau          |
| Hochstein                         | Bissingen                       |
| Höchstädt an der Donau (Stadt)    | Höchstädt an der Donau          |
| Holzheim                          | Holzheim                        |
| Kesselostheim                     | Bissingen                       |
| Kicklingen                        | Dillingen an der Donau          |
| Landshausen                       | Syrgenstein                     |
| Lauingen (Donau) (Stadt)          | Lauingen (Donau)                |
| Leiheim                           | Bissingen                       |
| Lutzingen                         | Lutzingen                       |
| Mödingen                          | Mödingen                        |
| Mörslingen                        | Finningen                       |
| Oberbechingen                     | Bachhagel                       |
| Oberfinningen                     | Finningen                       |
| Oberglauheim                      | Höchstädt an der Donau          |
| Oberliezheim                      | Bissingen                       |
| Obermedlingen                     | Medlingen                       |
| Oberringingen                     | Bissingen                       |
| Peterswörth                       | Gundelfingen an der Donau       |
| Reistingen                        | Ziertheim                       |
| Schabringen                       | Wittislingen                    |
| Schretzheim                       | Dillingen an der Donau          |
| Schwennenbach                     | Höchstädt an der Donau          |
| Schwenningen                      | Schwenningen                    |
| Sonderheim                        | Höchstädt an der Donau          |
| Staufen                           | Syrgenstein                     |
| Steinheim an der Donau            | Dillingen an der Donau          |
| Stillnau                          | Bissingen                       |
| Tapfheim                          | Tapfheim (Landkreis Donau-Ries) |
| Thalheim                          | Bissingen                       |
| Unterbechingen                    | Haunsheim                       |
| Unterbissingen                    | Bissingen                       |
| Unterfinningen                    | Finningen                       |
| Unterglauheim                     | Blindheim                       |
| Unterliezheim                     | Lutzingen                       |
| Untermedlingen                    | Medlingen                       |
| Unterringingen                    | Bissingen                       |
| Veitriedhausen                    | Lauingen (Donau)                |
| Warnhofen                         | Bissingen                       |
| Weisingen                         | Holzheim                        |
| Wittislingen                      | Wittislingen                    |
| Wolpertstetten                    | Blindheim                       |
| Ziertheim                         | Ziertheim                       |
| Zoltingen                         | Bissingen                       |
| Zöschingen                        | Zöschingen                      |

## Schutzgebiete
Im Landkreis gibt es fünf Naturschutzgebiete, 17 Landschaftsschutzgebiete, 15 FFH-Gebiete und mindestens 17 vom Bayerischen Landesamt für Umwelt ausgewiesene Geotope (Stand Mai 2016).
Siehe auch:
- Liste der Naturschutzgebiete im Landkreis Dillingen an der Donau
- Liste der Landschaftsschutzgebiete im Landkreis Dillingen an der Donau
- Liste der FFH-Gebiete im Landkreis Dillingen an der Donau
- Liste der Geotope im Landkreis Dillingen an der Donau

## Kfz-Kennzeichen
Am 1. Juli 1956 wurde dem Landkreis bei der Einführung der bis heute gültigen Kfz-Kennzeichen das Unterscheidungszeichen DLG zugewiesen. Es wird durchgängig bis heute ausgegeben. Seit dem 10. Juli 2013 ist auch das Unterscheidungszeichen WER (Wertingen) erhältlich.